# Clematis patens 'Evipo038'
Cultivar
La clématite patens 'Evipo038',  est un cultivar de clématite obtenu en 1994 par Hiroshi Hayakawa au Japon. Elle porte le nom commercial de clématite patens Crystal Fountain 'Evipo038'.
En 2002, cette clématite a été nommée 'Fairy Blue', mais ce nom fut rejeté en 2004 par Union pour la protection des obtentions végétales. À la suite de ce rejet, 'Evipo038' est proposé en 2004 puis accepté le 23 novembre 2005
Ce cultivar a été présenté au Chelsea Flower Show de 2002 par le célèbre obtenteur de rosiers : Poulsen Roser.

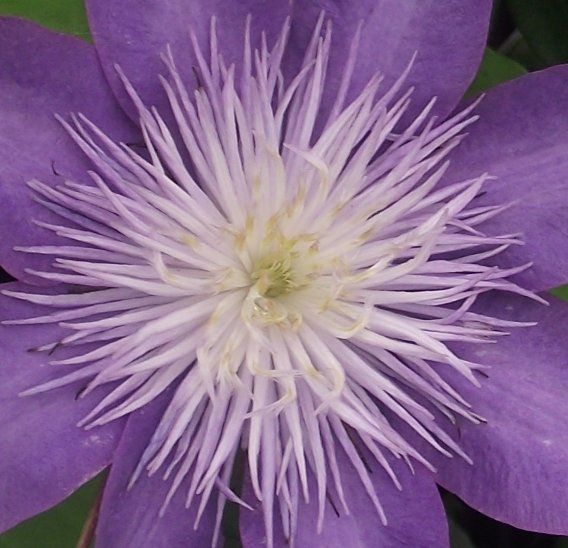
Stigmates de clématite 'Evipo038'

## Description
Cette clématite fait partie du groupe 2, ce qui signifie que ce cultivar donnera une floraison printanière sur la pousse de l'année précédente et une seconde à l'automne sur les pousses de l'année.

### Feuilles
Les feuilles caduques de cette clématite sont parfois simples, parfois alternes et trifoliées. En moyenne, elles mesurent 10 cm. De mars à octobre les feuilles sont vertes, en novembre elles virent au jaune orangé juste avant de tomber.

### Tiges
Les tiges de la clématite Crystal Fountain apparaissent de couleur verte sur les pousses de l'année, en vieillissant le bois se durcit et devient rougeâtre et marron.

### Fleurs
La clématite Crystal Fountain dispose d'une fleur de taille moyenne bleu lilas, avec une médiane légèrement blanche.  Elle peut atteindre 18 centimètres, avec un grand nombre de stigmates blancs faisant penser à une fontaine. Les fleurs de ce cultivar apparaissent la plupart du temps sur la partie supérieure de la plante en mai et juin pour la floraison printanière et en septembre pour la floraison d'automne. Lors de la fanaison la couleur des sépales vire légèrement au bleu pâle.

#### Bouton floral et pédoncule
Le bouton floral de Crystal Fountain est allongé et ovoïde d'environ 4 à 5 cm, de couleur vert/gris à un quart de son ouverture. Le pédoncule quant à lui mesure environ 11 à 15 millimètres de couleur verte également.

#### Sépales
Les sépales de la clématite Crystal Fountain mesurent entre 6 et 8 cm de long. Ils sont ondulés et striés le long de la nervure centrale.

#### Étamines et stigmates
Crystal Fountain possède des  étamines de couleur jaune verdâtre et des stigmates de  couleur blanche légèrement bleutée.

#### Parfum
Cette clématite n'a pas de parfum.

## Obtention
Ce cultivar a été obtenue par mutation de la clématite 'H F Young'.

## Protection
'Evipo038' est protégé par l'Union pour la protection des obtentions végétales sous licence PBR & PPaf sous le numéro 02-2991 obtenue le 23 novembre 2005. Le nom commercial 'Crystal Fountain' est protégé par une licence trademark.
La multiplication de cette clématite est protégée jusqu'au 23 novembre 2023.

## Culture

### Plantation
La clématite Crystal Fountain s'épanouit très bien en pot ou en pleine terre. Elle doit être plantée dans un mélange drainant, fertile et léger. Les racines préfèrent  un sol frais et ombragé.

### Croissance
À taille adulte cette clématite dispose d'une croissance importante entre 1 mètre et 2 mètres.

### Floraison
Crystal Fountain fleurit deux fois par an sur la pousse de l'année précédente du mois de mai et juin pour la floraison printanière et en septembre pour la floraison sur le bois de l'année de l'automne. Elle fait partie du groupe 2.

### Utilisations
Crystal Fountain est parfait pour les pergolas, treillis, tonnelles et clôtures. Elle peut aussi grimper sur des supports naturels tels que les feuillus, des conifères et des arbustes.

### Taille
La clématite Crystal Fountain a besoin d'une taille annuelle, souvent au mois de mars mais à toute période de repos végétatif. Elle demande une taille modérée, c'est-à-dire une taille de 30 cm ou un tiers des branches.

### Résistance
Cette clématite résiste à des températures jusqu'à moins 20 degrés Celsius.

### Maladies et ravageurs
La clématite Crystal Fountain est sensible à l'excès d'eau ce qui pourrait provoquer une pourriture du collet de la plante et ainsi la mort de la clématite. Elle peut également souffrir d'apoplexie due à un champignon appelé Ascochyta clematidina, provoquant un flétrissement brutal des feuilles. Pour combattre ce champignon la terre doit être remplacée sur 20 cm et l'excès d'eau doit être proscrit.
Les limaces peuvent également s'attaquer à cette clématite et notamment aux jeunes pousses du printemps.

### Récompense
Crystal Fountain a obtenu en mai 2003 un mérite de Courson lors des journées des collections du domaine de Courson situé à Courson-Monteloup en France.